# Agalinis kingsii
Agalinis kingsii är en snyltrotsväxtart som beskrevs av G.R. Proctor. Agalinis kingsii ingår i släktet Agalinis och familjen snyltrotsväxter. Inga underarter finns listade i Catalogue of Life.